# فرودگاه بین‌المللی اسپوکن
فرودگاه بین‌المللی اسپوکن (به انگلیسی: Spokane International Airport) (به زبان بومی: Geiger Field) یک فرودگاه همگانی باربری با کد یاتا GEG است که یک باند فرود آسفالت دارد و طول باند آن ۳۳۵۳ متر است. این فرودگاه در شهر ایروی هیتز، واشینگتن کشور ایالات متحده آمریکا قرار دارد و در ارتفاع ۷۲۴ متری از سطح دریا واقع شده است.

## شرکت‌های هواپیمایی و مقصدهای پروازی
Spokane International Airport is served by 5 carriers. These carriers serve 13 markets through non-stop service to 15 airports.

### مسافری

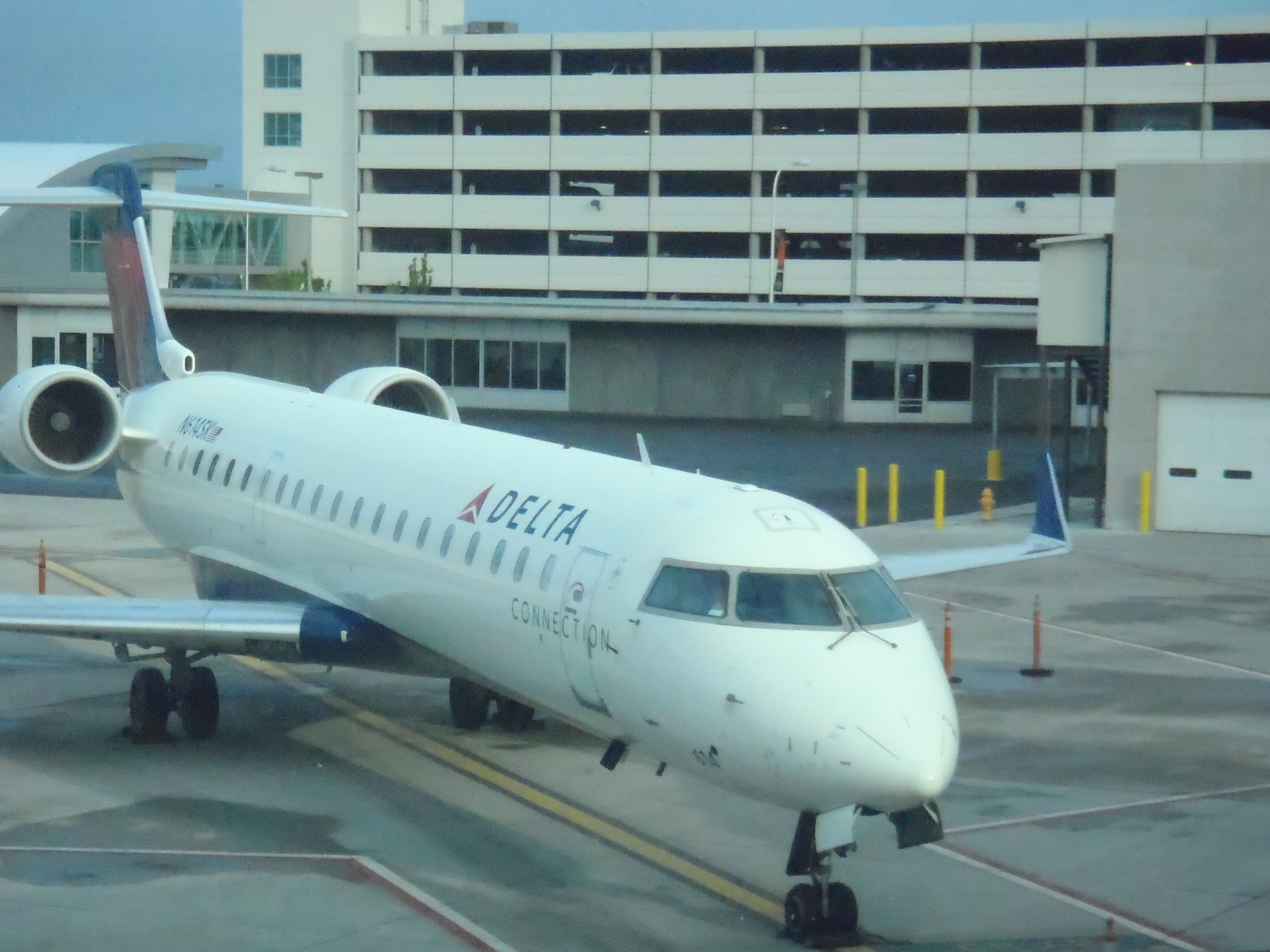
Delta Connection Bombardier CRJ-700 taxis to the Concourse B Gate B6.

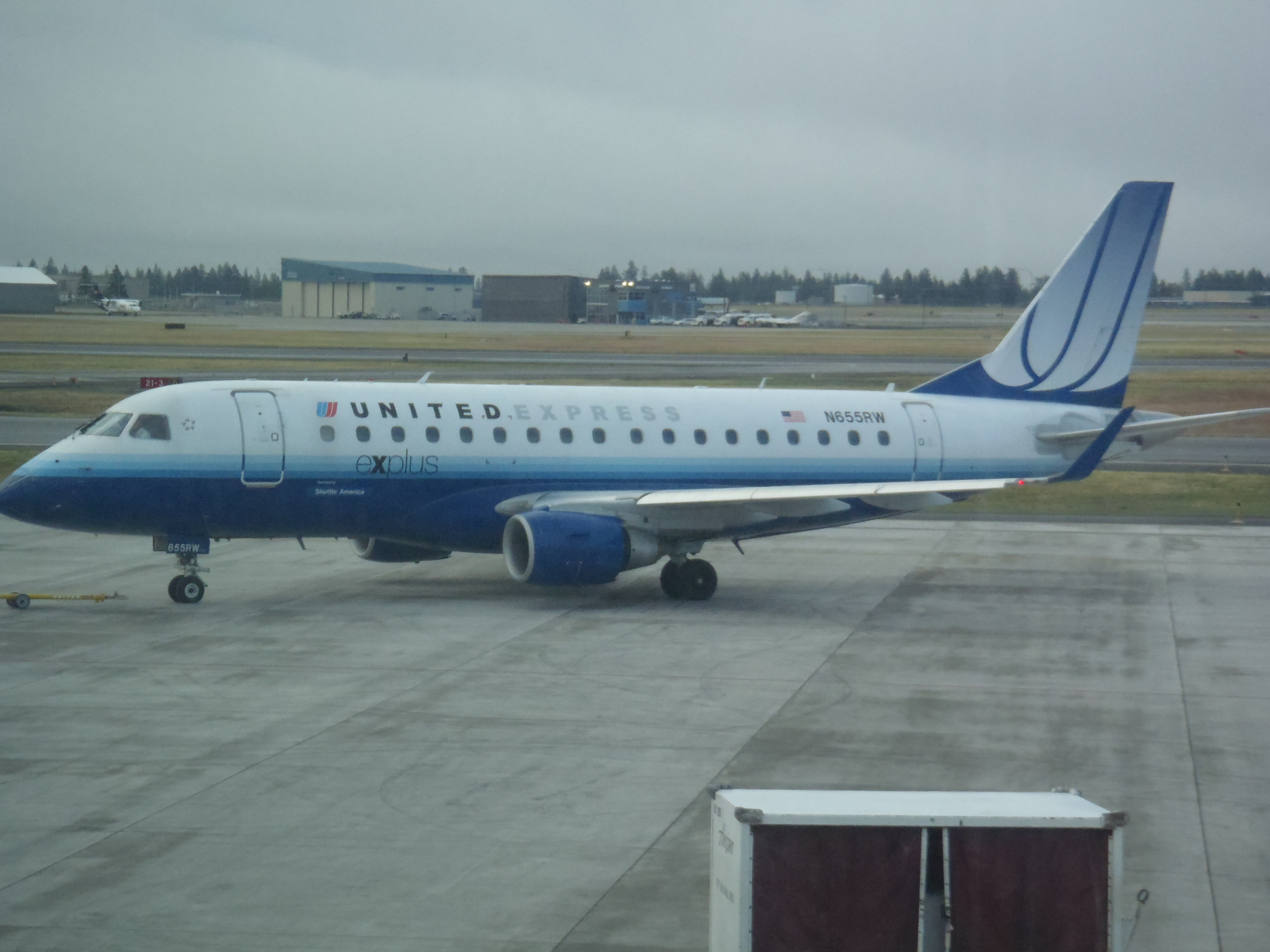
United Express Embraer E170 begins taxiing towards the active runway.

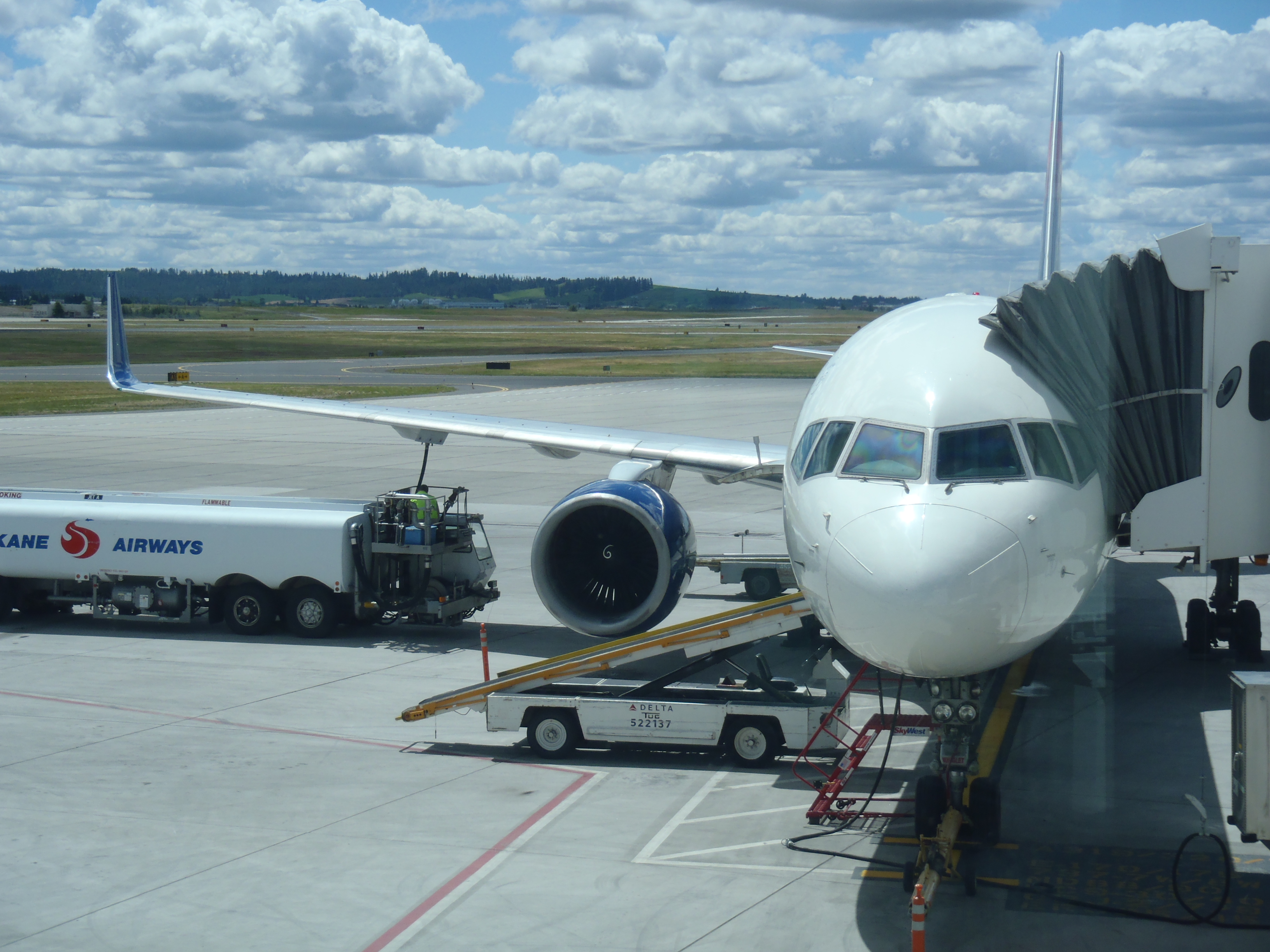
Delta Air Lines Boeing 757 seen at Concourse B Gate B8.

| شرکت‌های هواپیمایی                    | مقصدهای پروازی                                                                         |
| ------------------------------------ | -------------------------------------------------------------------------------------- |
| آلاسکا ایرلاینز                      | سیاتل-تاکوما                                                                           |
| آلاسکا ایرلاینز اجرا توسط هوریزن ایر | بویزی، پورتلند، سیاتل-تاکوما                                                           |
| امریکن ایرلاینز                      | دالاس-فورت ورث، فینکس اسکای هاربر                                                      |
| دلتا ایرلاینز                        | مینیاپولیس−سنت پل، سالت‌لیک‌سیتی فصلی: سیاتل-تاکوما                                      |
| دلتا کانکشن                          | لس‌آنجلس، سالت‌لیک‌سیتی، سیاتل-تاکوما فصلی: مینیاپولیس−سنت پل                             |
| ساوت‌وست ایرلاینز                     | بویزی، دنور، مک‌کاران، اوکلند، فینکس اسکای هاربر، سکرامنتو فصلی: میدوی شیکاگو، سن دیه‌گو |
| یونایتد ایرلاینز                     | اوهر شیکاگو، دنور، سانفرانسیسکو                                                        |
| یونایتد اکسپرس                       | دنور، سانفرانسیسکو                                                                     |

### باری
| شرکت‌های هواپیمایی                     | مقصدهای پروازی |
| ------------------------------------- | --- |
| Airpac Airlines                       | صحرایی بویینگ |
| Ameriflight                           | شهری افرتا، شهرستان لوئیزتون - نزپرس، پورتلند، صحرایی بویینگ، تری-سیتیز، پاننگبورن مموریال، ترمینال هوایی یاکیما                         |
| فدکس اکسپرس                           | ممفیس |
| فدکس اکسپرس اجرا توسط Empire Airlines | شهرستان لا گراند/اونین، شهرستان لوئیزتون - نزپرس، شهرستان گرنت، منطقه‌ای ایسترن اریگن، تری-سیتیز، پاننگبورن مموریال، ترمینال هوایی یاکیما |
| یوپی‌اس ایرلاینز                       | دالاس-فورت ورث، دی موین، آیووا، لوئیویل، پورتلند، صحرایی بویینگ، ونکوور                                                                  |
| Western Air Express                   | بویزی، پورتلند |